# Adolf Köster
Adolf Köster (8 de marzo de 1883 Verden an der Aller, Imperio alemán - Belgrado, Reino de Yugoslavia, 18 de febrero de 1930) fue un político alemán del Partido Socialdemócrata de Alemania (SPD) y diplomático. Se desempeñó como Ministro de Relaciones Exteriores (del 10 de abril de 1920 hasta el 8 de junio de 1920) y Ministro del Interior (del 26 de octubre de 1921 hasta el 14 de noviembre de 1922).

## Biografía

### Antecedentes
Adolf Köster nació el 8 de marzo de 1883 en Verden an der Aller en la provincia de Hannover, Prusia. Creció en Kappeln. 
En 1906, se convirtió en miembro del Partido Socialdemócrata de Alemania (SPD). En 1907, fue galardonado con un Dr. phil. y en 1912 habilitado.
Durante la Primera Guerra Mundial, fue corresponsal de guerra para periódicos sozialdemócratas, así como para el Berliner Tageblatt.

### Carrera política
Se desempeñó como Ministro de Relaciones Exteriores de Alemania del 10 de abril al 8 de junio de 1920 en el primer gabinete de Hermann Müller basado en el SPD y el liberal Partido Democrático Alemán (DDP).
En el segundo gabinete de Joseph Wirth (Zentrum, SPD, DDP), se desempeñó como Ministro del Interior de Alemania del 26 de octubre de 1921 al 14 de noviembre de 1922.
Köster también fue miembro del Reichstag de 1921 a 1924.

### Carrera diplomática
Después de servir como enviado a Riga de 1923 a 1928, fue nombrado en 1928 como enviado a Belgrado. Murió en Belgrado en 1930.

## Publicaciones
- Fort mit der Dolchstoßlegende! Warum wir 1918 nicht weiterkämpfen konnten. Berlín: Verlag für Politik und Wissenschaft, 1922.
- Mit den Bulgaren. Kiegsberichte aus Serbien und Mazedonien. Verlag Albert Langen, München, 1916.
- Wandernde Erde. Kriegsberichte aus dem Westen. Verlag Albert Langen, München, 1917.

## Literatura
- Hiden, John: Adolf Köster y Paul Schiemann en Riga . Deutsche Ostpolitik nach dem Ersten Weltkrieg . en: Norbert Angermann et al .: Ostseeprovinzen, Baltische Staaten und das Nationale. LIT Verlag, Münster 2005, ISBN 3-8258-9086-4
- Biographisches Lexikon des Sozialismus Band I Verlag JHW Dietz Nachf., Hannover 1960, p.   164-165